# Гнатостомоз
Гнатостомоз (лат. gnathostomosis) — гельминтоз из группы нематодозов, характеризующийся образованием под кожей узлов величиной с горошину, отеками, дерматитом, реже — поражением ЦНС, глаз или лёгких.

## Этиология
Возбудитель — личинки, реже половозрелые нематоды Gnathostoma spinigerum.
Человек обычно заражается, употребляя необеззараженную воду, мясо рыб, лягушек, птиц. Возможно и заражение через кожу. Заболевания выявлены в основном в Таиланде, а также в Индии, Индонезии, Мьянме, Малайзии, на Филиппинах, в Японии, Китае, Бангладеш, Израиле.

## Патогенез
Личинки Gnathostoma spinigerum вызывают у человека эозинофильный менингит, мигрирующие отёки кожи, поражение глаз и поражение внутренних органов.
Клинические проявления обычно связаны с миграцией одной-единственной личинки в кожу, во внутренние органы, в ЦНС или глазное яблоко. Во время миграции могут наблюдаться местные воспалительные реакции, боль, кашель, гематурия, сопровождающиеся лихорадкой и эозинофилией. При поражении кожи появляются болезненные и зудящие мигрирующие отеки; особенно часто страдают дистальные отделы конечностей и веки. Проявления обычно исчезают через неделю, однако нередко рецидивируют на протяжении многих лет. Поражение глазного яблока представляет опасность для зрения. Поражение ЦНС проявляется эозинофильным менингитом с энцефаломиелитом. Это тяжёлое осложнение обусловлено миграцией личинок по нервным стволам и внутри ЦНС. Характерны приступы мучительной корешковой боли, парестезии туловища и конечностей, вслед за которыми может последовать параплегия. Поражение головного мозга с очаговыми кровоизлияниями и некрозами нередко заканчивается смертью.